# Jean Rigaud (homme politique)
Pour les articles homonymes, voir Jean Rigaud.
Jean Rigaud, né le 15 novembre 1925 à Saint-Rambert-d'Albon (Drôme) et mort le 30 avril 2008 à Écully (Rhône), est un homme politique français.

## Biographie
Diplômé de Centrale Lyon, il est élu député de la 7e circonscription du Rhône en 1981, puis réélu dans la 5e en 1988, 1993 et 1997. Il est élu maire d'Écully de 1971 à 1995. Il était également vice-président de la Communauté urbaine de Lyon chargé de l'urbanisme de 1977 à 1995, et à ce titre président de l’Agence d’urbanisme de la communauté urbaine, nouvellement créée en 1978. Il exercera cette dernière fonction jusqu’en 1995. Il a présidé le Sytral, le syndicat et autorité organisatrice qui gère les transports en commun dans l'agglomération lyonnaise pendant six ans, de 1989 à 1995.
Affaibli par la maladie, il décède le 30 avril 2008. Ses obsèques se déroulent à l'église Saint-Blaise d'Écully.
Le 20 mars 2010, la rue du Stade à Écully est rebaptisée « rue Jean Rigaud » lors d'une cérémonie en présence de membres de sa famille.